# ジェームズ・コーンウォリス (庶民院議員)
ジェームズ・コーンウォリス（英語: James Cornwallis、1701年9月16日 – 1727年5月28日）は、グレートブリテン王国の庶民院議員。

## 生涯
第4代コーンウォリス男爵チャールズ・コーンウォリスとシャーロット・バトラー（Charlotte Butler、1679年頃 – 1725年8月8日、初代アラン伯爵リチャード・バトラーの娘）の次男として、1701年9月16日に生まれた。
1720年に大尉としてイギリス海軍に入隊、火船グリフィン(Griffin)の艦長を務めた。1722年11月、アイ選挙区で与党の候補として庶民院議員に当選、以降死去まで議員を務めた。
1727年5月28日に生涯未婚のまま死去した。